# Flughafen Príncipe

i7
i11
i13
Der Flughafen Príncipe (IATA-Code: PCP, ICAO-Code: FPPR) ist der Flughafen der Insel Príncipe im Golf von Guinea vor der Küste Westafrikas. Die Insel gehört zum Staat São Tomé und Príncipe.
Das ungerichtete Funkfeuer (NDB) sendet auf der Frequenz: 311 kHz mit der Kennung: PR.
Die Ortsmissweisung beträgt 3° West. (Stand: 01/2006)
Laut ASN sind keine Unfälle in der Nähe des Flughafens bekannt.